# Klaffende Feilenmuschel

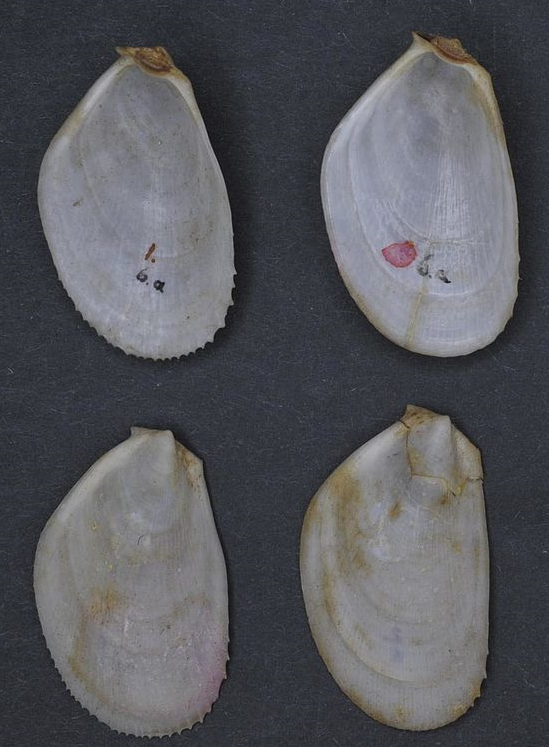
Limaria hians (Gmelin, 1791)

Die Klaffende Feilenmuschel (Limaria hians, Syn.: Lima hians, Mantellum hians) ist eine Muschel-Art aus der Familie der Feilenmuscheln (Limidae). 

## Merkmale
Das gleichklappige, aber ungleichseitige Gehäuse ist im Umriss schräg-eiförmig. Es ist an der Vorderseite schräg nach unten verlängert. Die Hinterseite fällt vom Dorsalrand fast senkrecht und gerade ab. Das Hinterende ist weit gerundet. Die Vorderseite ist fast gerade bis ganz leicht gewölbt. Das Gehäuse wird bis 30 mm lang. Es ist stark abgeflacht. Fritz Nordsieck gibt als Maße an: 25 mm lang, 16 mm breit und 8 mm dick bzw. im Querschnitt. Die „Ohren“ (Fortsätze) beiderseits des Wirbels sind sehr klein und ungefähr gleich groß. Das hintere „Ohr“ steht ab und bildet einen spitzen Winkel. Das vordere „Ohr“ bildet dagegen einen stumpfen Winkel zum Vorderrand. Es hat an der Basis einen kleinen Byssusschlitz. Der Dorsalrand ist gerade bis leicht konkav gewölbt; er ist vergleichsweise breit. Im Juvenilstadium (unter 10 mm Länge) kann das Gehäuse noch dicht geschlossen werden. Im Adultstadium klafft das geschlossene Gehäuse am Vorder- und am Hinterende. Das Ligament liegt in einer großen dreieckigen Grube unterhalb des Wirbels. Die Schlossplatte beiderseits der Ligamentgrube ist glatt. Die Muskelansätze sind an den Innenseiten der Klappen nicht zu erkennen.
Die Schale ist dünn, aber trotzdem fest. Die Ornamentierung besteht aus bis zu 50 radialen Rippen und Streifen. Von diesen sind etwa die mittleren 30 Rippen kräftiger entwickelt und verursachen am Gehäuserand eine Zähnelung. Die Ornamentierung ist bei juvenilen Exemplaren weniger deutlich ausgeprägt, in sehr kleinen Gehäusen (< 5 mm) sind nur einige erhabene Streifen am Vorderrand vorhanden. Das Periostracum ist dünn und undeutlich. Die Farbe variiert von schmutzigweiß bis grauweiß. Innen ist die Schale glänzend. 
Wenn die Muschel die Klappen öffnet, treten am Rand orangefarbene oder rote Tentakel in Büscheln hervor. Die Tentakel haben eine adhesive Wirkung.

## Ähnliche Arten
Sie ist deutlich schlanker bzw. flacher als etwa die Bauchige Feilenmuschel (Limaria turberculata (Olivi, 1792)).

## Geographische Verbreitung, Lebensraum und Lebensweise
Das Verbreitungsgebiet der Art ist der zentrale Atlantik. Im Ostatlantik kommt sie von den Lofoten bis nach Nordafrika und ins Mittelmeer vor, ebenso auf den Kanarischen Inseln und den Azoren. Im Westatlantik kommt sie in der Karibik vor.
Die Tiefenverbreitung reicht von unter dem Gezeitenbereich bis auf den mittleren Schelf (bis etwa 100 Meter Wassertiefe). Die Tiere bauen Nester aus Byssusfäden und kleinen Trümmerteilchen, die sie an Steinen oder auch an Laminaria-Pflanzenteilen befestigen, an Stellen mit starker Strömung. Die Nester erreichen einen Durchmesser von etwa 25 cm. Oft bewohnten mehrere junge Tiere ein Nest. Adulte Exemplare sind gewöhnlich allein in einem Nest. Die Tiere können durch schnelles Öffnen und Schließen der Klappen schwimmen.

## Taxonomie
Das Taxon wurde 1791 von Johann Friedrich Gmelin als Ostrea hians aufgestellt. Er verweist in seiner Erstbeschreibung wiederum auf die Beschreibung und Abbildung (Bd. 3, S. 322, Taf. 9, Fig.4) in der Einleitung in die Conchylienkenntniß nach Linné von Johann Samuel Schröter. Das Taxon wird heute zur Gattung Limaria Link, 1807 gestellt.

## Belege

### Online
- Marine Bivalve Shells of the British Isles: Limaria hians (Gmelin, 1791) (Website des National Museum Wales, Department of Natural Sciences, Cardiff)
- Marine Species Identification Portal: Limaria hians